# Feldwegbrücke (Neugattersleben)

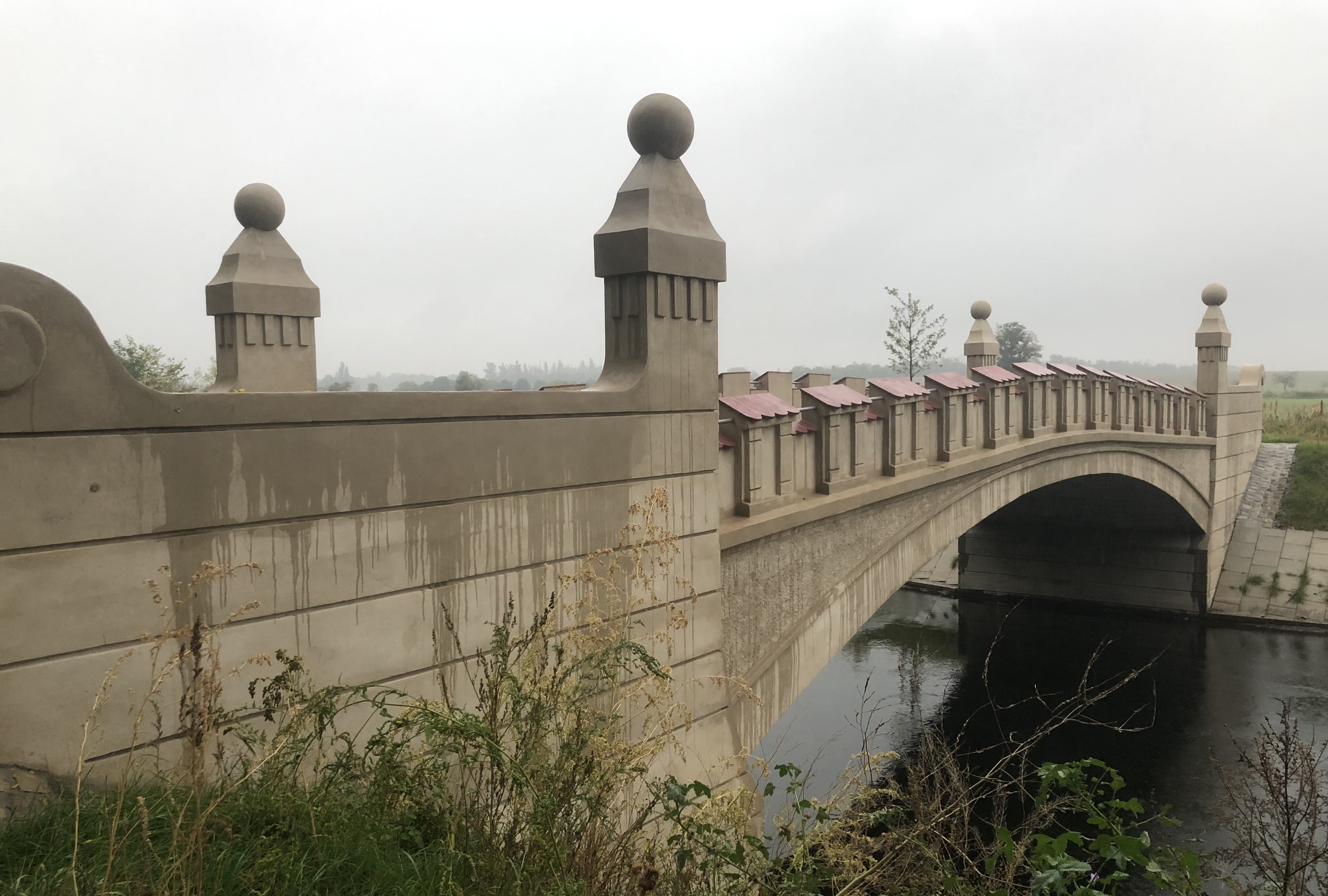
Feldwegbrücke, 2021

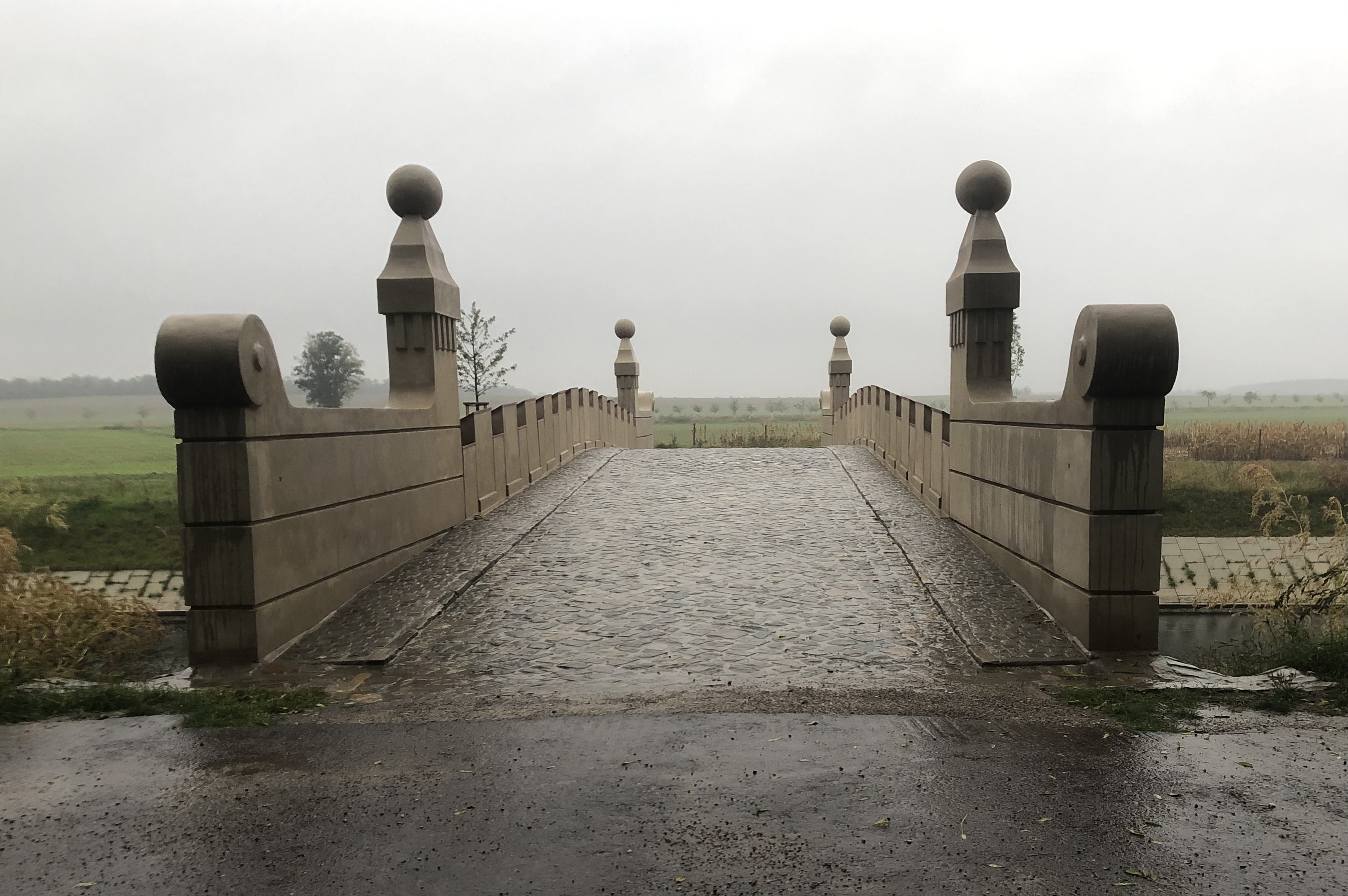
Blick von Norden

Die Feldwegbrücke ist eine denkmalgeschützte Brücke in Nienburg (Saale) in Sachsen-Anhalt.

## Lage
Die Brücke befindet sich im Ortsteil Neugattersleben und überbrückt südwestlich der Ortslage die Bode vom offenen Feld her zum Schlosspark Neugattersleben.

## Architektur und Geschichte
Die Brücke entstand im Zuge der Regulierung der Bode im Jahr 1914, nahe der ehemaligen Fasanerie von Schloss Neugattersleben. Sie wurde als flache Bogenbrücke konstruiert. Ihre Brüstung ist, wie auch die der benachbarten Parkbrücken, aufwendig mit Zinnen verziert. Sie gilt als prägend für das Landschaftsbild.
Im Denkmalverzeichnis für Nienburg (Saale) ist die Brücke unter der Erfassungsnummer 094 60853 als Baudenkmal eingetragen.